# Danilo Fraquelli
Danilo Fraquelli (Gravedona, 5 marzo 1968) è un ex canottiere italiano.
Dopo il ritiro ha sposato la collega Lisa Bertini. La loro figlia, Carolina Fraquelli, è diventata mezzofondista.

## Risultati
13 volte Campione d'Italia 1988- 1995
1° Coppa Europa Hazwinchel Belgio -  4 senza Plb anno 1988  (Montemartini, Nannoni, Fraquelli, Miani)
1 ° Campionati del mondo Bled You - 8 Pesi Leggeri anno 1989 (Ravasi, Re, Gaddi, Falossi, Fraquelli, Torcellan, Romanini, Barbaranelli, Tim Lamberti.
1° Coppa Europa Amsterdam Hol, -  4x Plb anno 1990 (Cavadini F. Cavadini L, Ferroni, Fraquelli)
6° Campionati del Mondo Lake Barrinton Australia  -   4 senza Pl anno 1990,  ( Carbonich, Culiat, Fraquelli, Torcellan, )
2° Campionati del mondo di Vienna Austria, -  4 senza Pesi Leggeri - anno 1991 (Striani, Bellomo, Fraquelli, Cattaneo)
2° Campionati del Mondo di Montréal Can - 4 senza Pesi Leggeri- anno 1992 ( Striani, Bellomo, Fraquelli, Cattaneo)
3°Campionati del Mondo di Roundice Rep. Ceka - 4 senza Pesi Leggeri anno 1993 (Striani, Bellomo, Fraquelli, Cattaneo)
6° Campionati del Mondo di Indianapolis U.S.A.-  4 senza Pl anno 1994 ( Grande, Bellomo, Cattaneo, Fraquelli)
3° Campionati del Mondo di Tampere, Fin -  8 pesi leggeri anno 1995 ( Ravasi, Amitrano, Bellomo Fraquelli D, Fraquelli S, Somma, Romanini, Barbaranelli)